# Schip van Riddarholmen

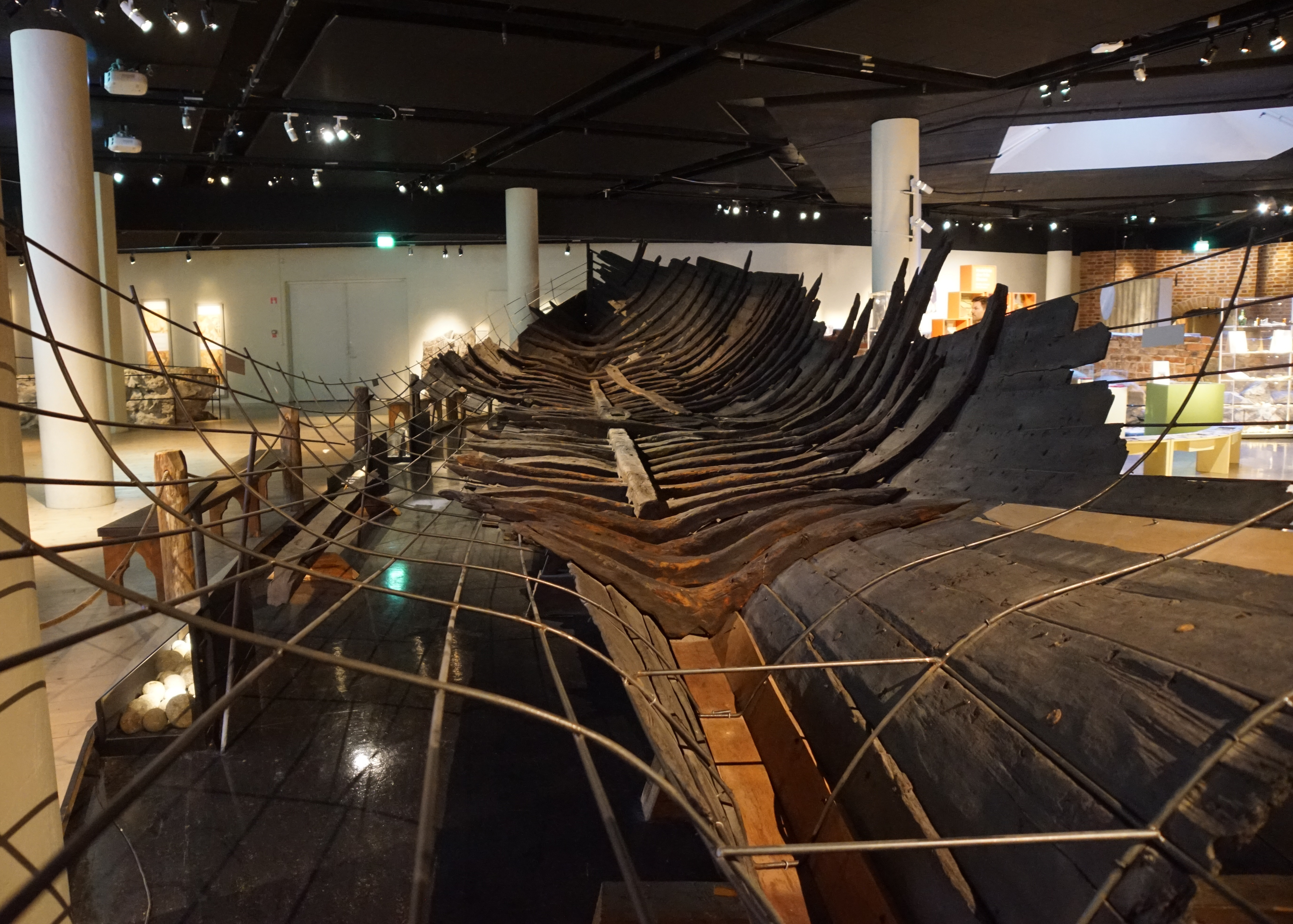
Het schip van Riddarholmen (1517) in het Medeltidsmuseet, Stockholm.

Het schip van Riddarholmen is het wrak van een zestiende-eeuws oorlogsschip dat in 1930 werd gevonden in het Riddarholmenkanaal bij het eiland Riddarholmen in Stockholm, Zweden. Het schip wordt tentoongesteld in het Medeltidsmuseet in Stockholm.

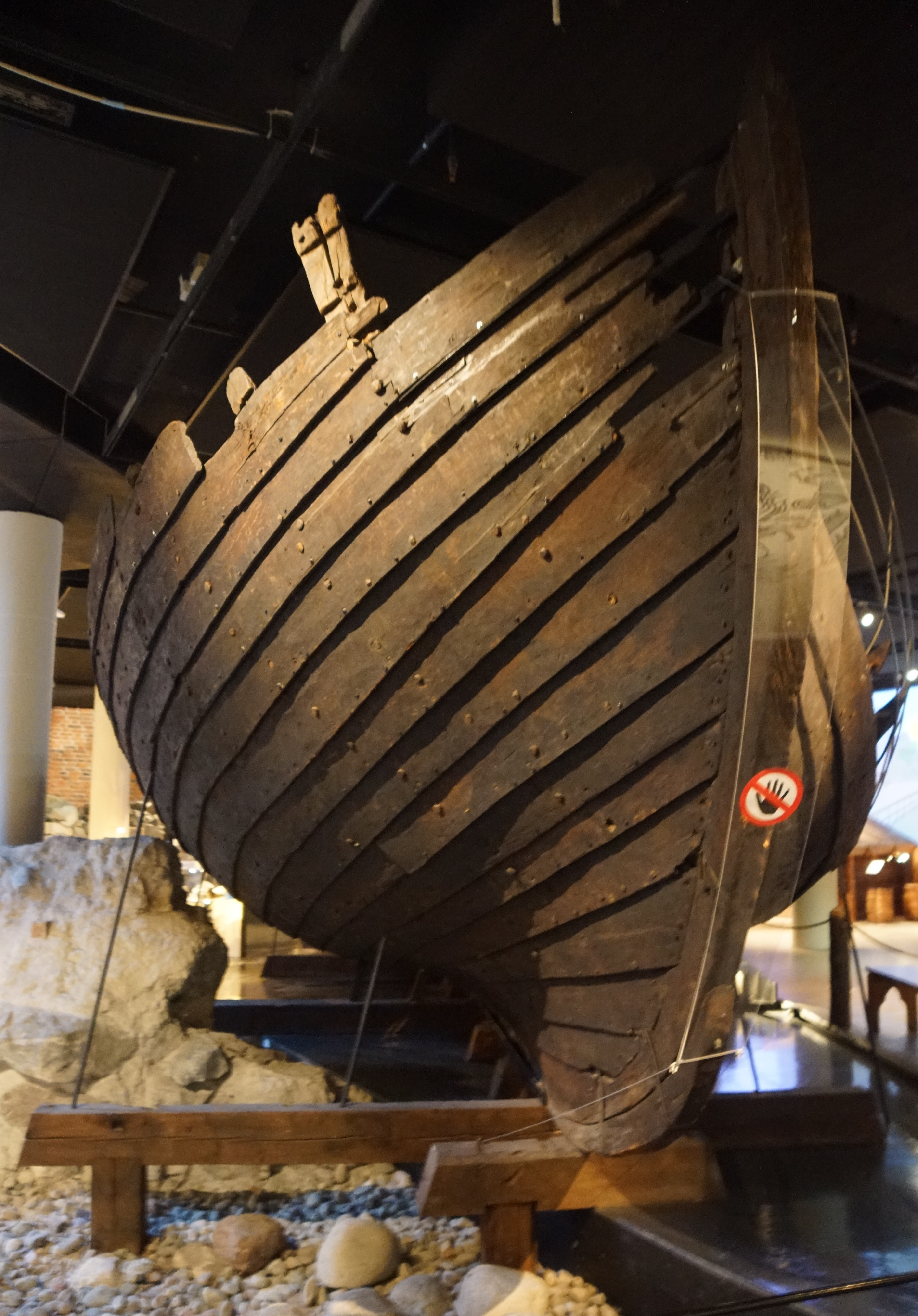
Voorzijde van het deels gereconstrueerde oorlogsschip.

## Geschiedenis
Het schip werd samen met een tweede, kleiner schip gevonden tijdens baggerwerkzaamheden in het Ridderholmenkanaal tussen Riddarholmen en Munkbron in 1930 wegens de aanleg van de metro in Gamla Stan (locatie 59° 19′ 41″ NB, 18° 04′ 9″ OL). Enkel het grote schip werd gerestaureerd. De romp was grotendeels intact. Er werden in totaal 2465 objecten gevonden, waaronder drie kanonnen en een groot deel van de lading van het schip die bestond uit kanonskogels, blokken, ankers, schoenen, driepootpotten, buskruit en patronen. De vondst van het schip was de aanleiding tot het oprichten van het Stockholms Stadsmuseum. In de 21e eeuw is het wrak tentoongesteld in het Medeltidsmuseet, dat in 1986 werd opgericht en is gericht op de Middeleeuwen.

## Beschrijving
De eikenhouten romp van het schip was versierd en was voorzien van grenen planken. Dendrochronologisch onderzoek in 2015 bepaalde dat het hout afkomstig is van bomen die in de winter van 1516-1517 werden gekapt. Waarschijnlijk kwam het eikenhout van Småland en het grenenhout van Österåker of uit de archipel van Stockholm. Op basis van deze locaties wordt het waarschijnlijk geacht dat het schip in of tussen Kalmar en Stockholm werd gebouwd.
De kiel van het schip is zeventien meter lang en de totale lengte van het schip is 22 meter. Het schip is 6,25 meter breed. De diepgang van het schip was ongeveer 3,25 meter, de waterverplaatsing wordt geschat op 200-250 ton.
Op basis van de hoeveelheid gevonden kruit en kogels aan de ene kant en de grootte van het schip aan de andere kant is het aannemelijk dat dit schip een oorlogsschip was, uitgerust met 21 tot 40 kanonnen.
In de overgeleverde documentatie aangaande de scheepsbouw in Zweden in de periode 1510-1530 komt er maar een schip in aanmerking om het gevonden schip te zijn. Het betreft een schip gebouwd in Kalmar waarvan de bouw rond 1516 begon. Het schip was eigendom van bisschop Hans Brask (bisschop van Linköping tussen 1513 en 1527) en maakte deel uit van de vloot van Gustaaf Vasa in 1522. Deze vloot werd samengesteld wegens de oprichting van de Zweedse marine op 7 juni 1522. Het was ook deze vloot waarmee Vasa Stockholm in 1523 bevrijdde.
De laatste vermelding van het schip stamt uit het begin van 1523. Het lot van het schip werd niet teruggevonden in de overgeleverde documentatie.
Het schip wordt tentoongesteld in het Medeltidsmuseet in Stockholm. Het is gerestaureerd alsof het schip een geheel schip is, maar is niet het geval. Het wrak bestaat slechts uit een deel van de onderste romp van een oorlogsschip dat drie masten telde.

## Galerij

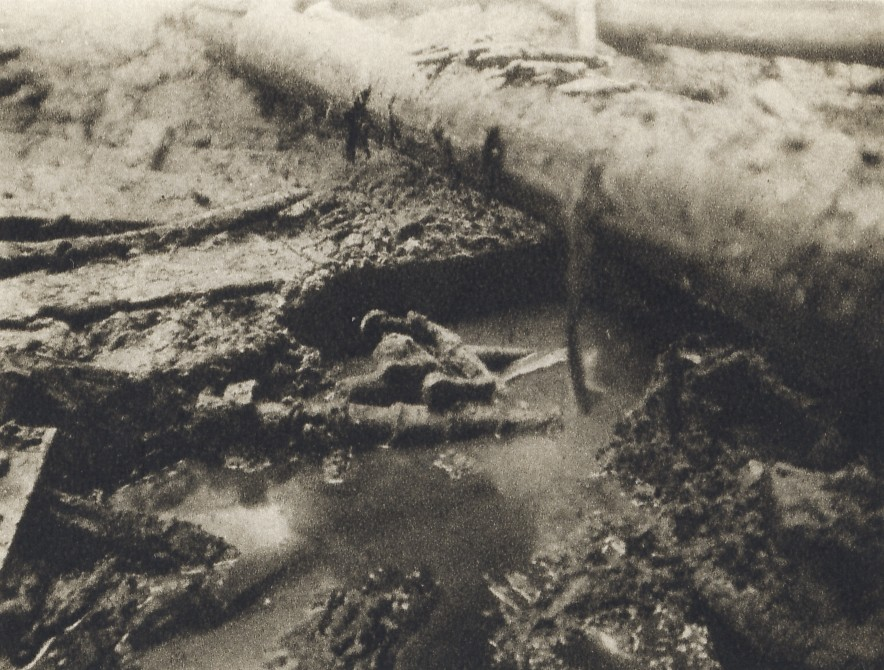
Anker (anno 1930)
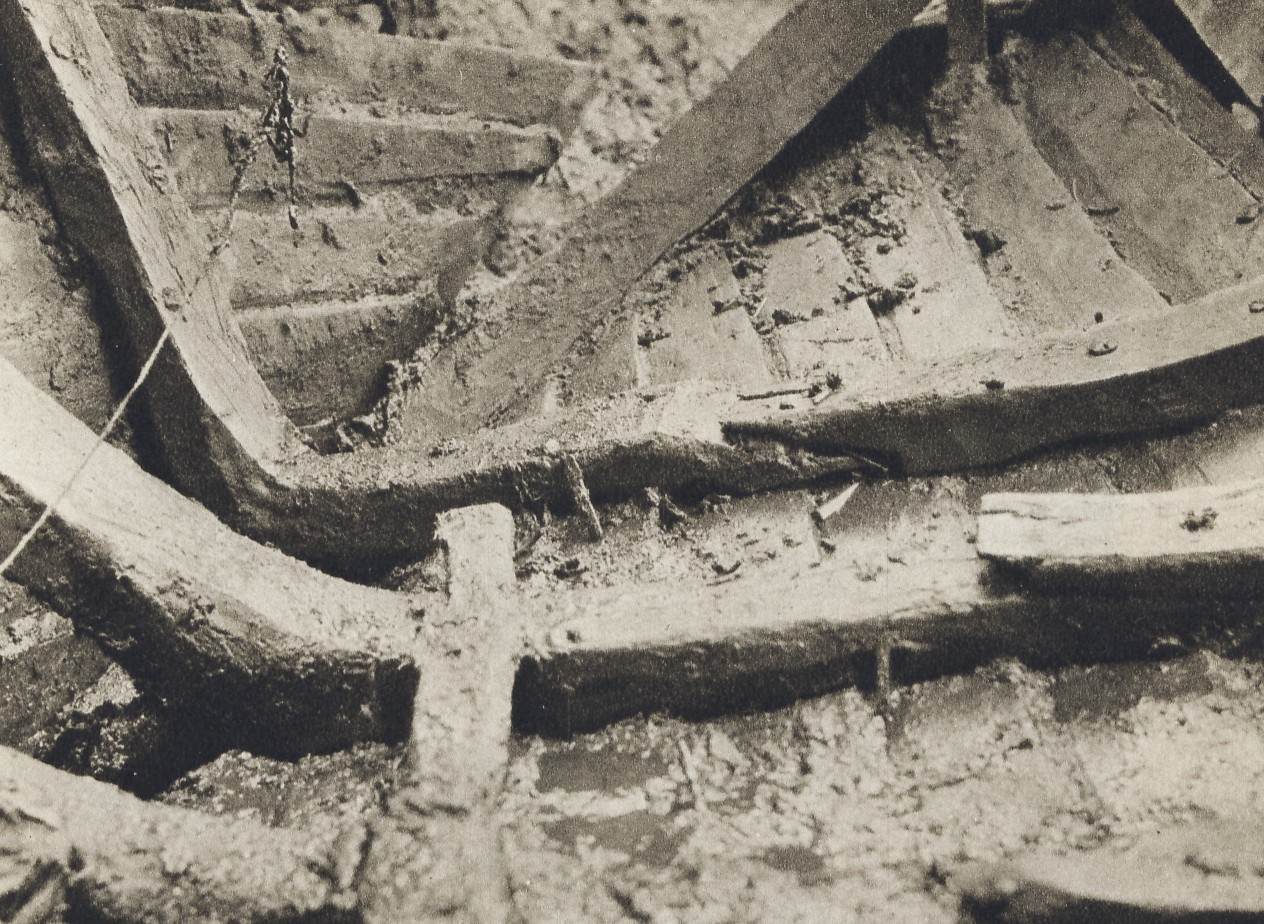
Deel van de romp (anno 1930)
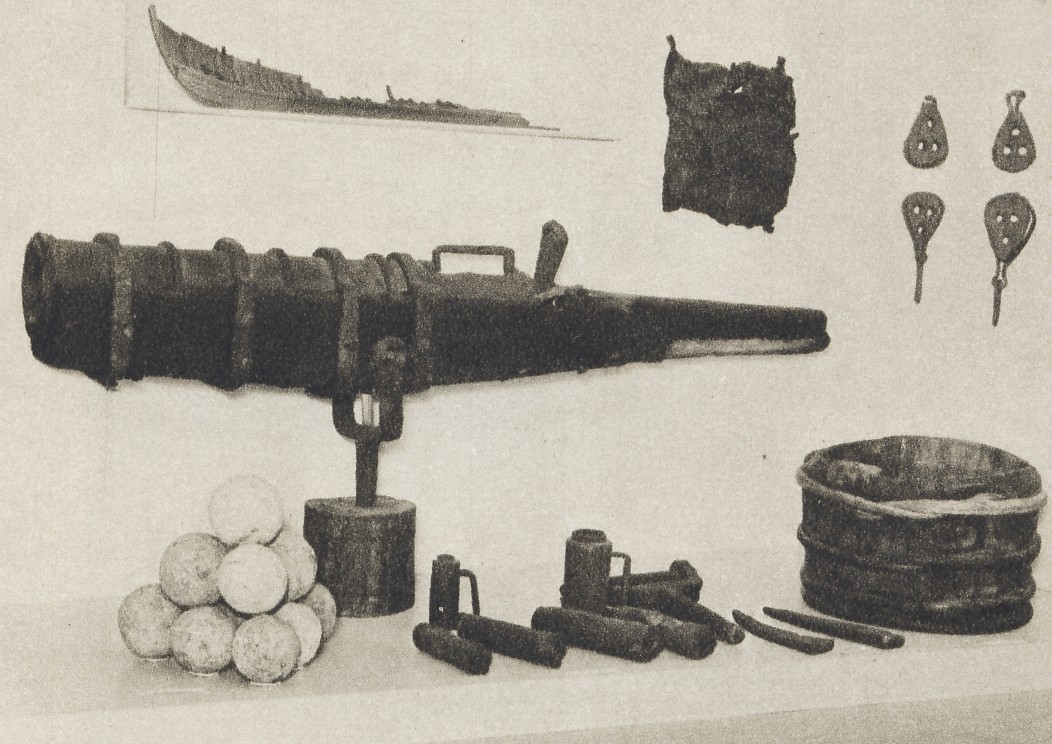
Onder meer een van de kanonnen (anno 1930)